# Astragalus quinqueflorus
Astragalus quinqueflorus är en ärtväxtart som beskrevs av Sereno Watson. Astragalus quinqueflorus ingår i släktet vedlar, och familjen ärtväxter. Inga underarter finns listade i Catalogue of Life.